# گوبی یخی
گوبی یخی (انگلیسی: Ice goby) یک ماهی از گونه گاوماهی است.
در زبان ژاپنی این ماهی شیروئو نامیده می‌شود و یکی از عناصر سوشی است.